# Mistrovství světa v judu 1975 – muži – polotěžká váha (-93kg)
Zápasy v judu na IX. mistrovství světa v kategorii polotěžkých vah mužů proběhly ve Vídni, 23. říjen 1975.

## Finále
| Finále           |                |
| ---------------- | -------------- |
| Mičinori Išibaši | Jean-Luc Rougé |
| Jean-Luc Rougé   | Jean-Luc Rougé |

## Opravy / O bronz
Do oprav se dostali judisté, kteří během turnaje prohráli svůj zápas s jedním ze dvou finalistů.
| opravy            | opravy               | opravy         | o bronz           |                   |
| ----------------- | -------------------- | -------------- | ----------------- | ----------------- |
| Slobodan Petković | Johann Pollak        | Johann Pollak  | Peter Donnelly    | Ramaz Charšiladze |
| Johann Pollak     | Johann Pollak        | Johann Pollak  | Peter Donnelly    | Ramaz Charšiladze |
|                   | Jens Nordestgård     | Johann Pollak  | Peter Donnelly    | Ramaz Charšiladze |
|                   |                      | Peter Donnelly | Peter Donnelly    | Ramaz Charšiladze |
|                   |                      |                | Ramaz Charšiladze | Ramaz Charšiladze |
| volný los         | Wojciech Dworczyński | Barry Johnson  | Viktor Betanov    | Viktor Betanov    |
| volný los         | Wojciech Dworczyński | Barry Johnson  | Viktor Betanov    | Viktor Betanov    |
|                   | Barry Johnson        | Barry Johnson  | Viktor Betanov    | Viktor Betanov    |
|                   |                      | Viktor Betanov | Viktor Betanov    | Viktor Betanov    |
|                   |                      |                | David Starbrook   | Viktor Betanov    |

## Pavouk
|   | 1/64                 | 1/32                 | 1/16              | čtvrtfinále       | semifinále        | finále           |
| - | -------------------- | -------------------- | ----------------- | ----------------- | ----------------- | ---------------- |
| A | volný los            | Jens Nordestgård     | Jens Nordestgård  | Mičinori Išibaši  | Mičinori Išibaši  | Mičinori Išibaši |
| A | volný los            | Jens Nordestgård     | Jens Nordestgård  | Mičinori Išibaši  | Mičinori Išibaši  | Mičinori Išibaši |
| A | volný los            | P. Dwyer             | Jens Nordestgård  | Mičinori Išibaši  | Mičinori Išibaši  | Mičinori Išibaši |
| A | volný los            | P. Dwyer             | Jens Nordestgård  | Mičinori Išibaši  | Mičinori Išibaši  | Mičinori Išibaši |
| A | Mičinori Išibaši     | Mičinori Išibaši     | Mičinori Išibaši  | Mičinori Išibaši  | Mičinori Išibaši  | Mičinori Išibaši |
| A | Slobodan Petković    | Mičinori Išibaši     | Mičinori Išibaši  | Mičinori Išibaši  | Mičinori Išibaši  | Mičinori Išibaši |
| A | volný los            | Johann Pollak        | Mičinori Išibaši  | Mičinori Išibaši  | Mičinori Išibaši  | Mičinori Išibaši |
| A | volný los            | Johann Pollak        | Mičinori Išibaši  | Mičinori Išibaši  | Mičinori Išibaši  | Mičinori Išibaši |
| A | volný los            | Mark Lonsdale        | Peter Donnelly    | Peter Donnelly    | Mičinori Išibaši  | Mičinori Išibaši |
| A | volný los            | Mark Lonsdale        | Peter Donnelly    | Peter Donnelly    | Mičinori Išibaši  | Mičinori Išibaši |
| A | Irwin Cohen          | Peter Donnelly       | Peter Donnelly    | Peter Donnelly    | Mičinori Išibaši  | Mičinori Išibaši |
| A | Peter Donnelly       | Peter Donnelly       | Peter Donnelly    | Peter Donnelly    | Mičinori Išibaši  | Mičinori Išibaši |
| A | volný los            | Snodahl              | Tom Clarke        | Peter Donnelly    | Mičinori Išibaši  | Mičinori Išibaši |
| A | volný los            | Snodahl              | Tom Clarke        | Peter Donnelly    | Mičinori Išibaši  | Mičinori Išibaši |
| A | volný los            | Tom Clarke           | Tom Clarke        | Peter Donnelly    | Mičinori Išibaši  | Mičinori Išibaši |
| A | volný los            | Tom Clarke           | Tom Clarke        | Peter Donnelly    | Mičinori Išibaši  | Mičinori Išibaši |
| B | volný los            | Wlodzimierz Lewin    | Wlodzimierz Lewin | Wlodzimierz Lewin | Ramaz Charšiladze | Mičinori Išibaši |
| B | volný los            | Wlodzimierz Lewin    | Wlodzimierz Lewin | Wlodzimierz Lewin | Ramaz Charšiladze | Mičinori Išibaši |
| B | Alex Bijkerk         | Alex Bijkerk         | Wlodzimierz Lewin | Wlodzimierz Lewin | Ramaz Charšiladze | Mičinori Išibaši |
| B | Chehab               | Alex Bijkerk         | Wlodzimierz Lewin | Wlodzimierz Lewin | Ramaz Charšiladze | Mičinori Išibaši |
| B | Freddy Lejeune       | Mario Vecchi         | Gérard Decherchi  | Wlodzimierz Lewin | Ramaz Charšiladze | Mičinori Išibaši |
| B | Mario Vecchi         | Mario Vecchi         | Gérard Decherchi  | Wlodzimierz Lewin | Ramaz Charšiladze | Mičinori Išibaši |
| B | volný los            | Gérard Decherchi     | Gérard Decherchi  | Wlodzimierz Lewin | Ramaz Charšiladze | Mičinori Išibaši |
| B | volný los            | Gérard Decherchi     | Gérard Decherchi  | Wlodzimierz Lewin | Ramaz Charšiladze | Mičinori Išibaši |
| B | volný los            | Simo Akrenius        | Ramaz Charšiladze | Ramaz Charšiladze | Ramaz Charšiladze | Mičinori Išibaši |
| B | volný los            | Simo Akrenius        | Ramaz Charšiladze | Ramaz Charšiladze | Ramaz Charšiladze | Mičinori Išibaši |
| B | Jan Bosman           | Ramaz Charšiladze    | Ramaz Charšiladze | Ramaz Charšiladze | Ramaz Charšiladze | Mičinori Išibaši |
| B | Ramaz Charšiladze    | Ramaz Charšiladze    | Ramaz Charšiladze | Ramaz Charšiladze | Ramaz Charšiladze | Mičinori Išibaši |
| B | volný los            | Hans-Jakob Schädler  | Ricardo Campos    | Ramaz Charšiladze | Ramaz Charšiladze | Mičinori Išibaši |
| B | volný los            | Hans-Jakob Schädler  | Ricardo Campos    | Ramaz Charšiladze | Ramaz Charšiladze | Mičinori Išibaši |
| B | volný los            | Ricardo Campos       | Ricardo Campos    | Ramaz Charšiladze | Ramaz Charšiladze | Mičinori Išibaši |
| B | volný los            | Ricardo Campos       | Ricardo Campos    | Ramaz Charšiladze | Ramaz Charšiladze | Mičinori Išibaši |
| C | volný los            | David Starbrook      | David Starbrook   | David Starbrook   | David Starbrook   | Jean-Luc Rougé   |
| C | volný los            | David Starbrook      | David Starbrook   | David Starbrook   | David Starbrook   | Jean-Luc Rougé   |
| C | volný los            | I Hjong-sang         | David Starbrook   | David Starbrook   | David Starbrook   | Jean-Luc Rougé   |
| C | volný los            | I Hjong-sang         | David Starbrook   | David Starbrook   | David Starbrook   | Jean-Luc Rougé   |
| C | Dietmar Lorenz       | Dietmar Lorenz       | Dietmar Lorenz    | David Starbrook   | David Starbrook   | Jean-Luc Rougé   |
| C | Jorge Portelli       | Dietmar Lorenz       | Dietmar Lorenz    | David Starbrook   | David Starbrook   | Jean-Luc Rougé   |
| C | volný los            | Jan-Herbert Knipper  | Dietmar Lorenz    | David Starbrook   | David Starbrook   | Jean-Luc Rougé   |
| C | volný los            | Jan-Herbert Knipper  | Dietmar Lorenz    | David Starbrook   | David Starbrook   | Jean-Luc Rougé   |
| C | volný los            | Wu Čung-čeng         | Hisakazu Iwata    | Hisakazu Iwata    | David Starbrook   | Jean-Luc Rougé   |
| C | volný los            | Wu Čung-čeng         | Hisakazu Iwata    | Hisakazu Iwata    | David Starbrook   | Jean-Luc Rougé   |
| C | Scott                | Hisakazu Iwata       | Hisakazu Iwata    | Hisakazu Iwata    | David Starbrook   | Jean-Luc Rougé   |
| C | Hisakazu Iwata       | Hisakazu Iwata       | Hisakazu Iwata    | Hisakazu Iwata    | David Starbrook   | Jean-Luc Rougé   |
| C | volný los            | Pavle Bajčetić       | Pavle Bajčetić    | Hisakazu Iwata    | David Starbrook   | Jean-Luc Rougé   |
| C | volný los            | Pavle Bajčetić       | Pavle Bajčetić    | Hisakazu Iwata    | David Starbrook   | Jean-Luc Rougé   |
| C | volný los            | Alfred Reichl        | Pavle Bajčetić    | Hisakazu Iwata    | David Starbrook   | Jean-Luc Rougé   |
| C | volný los            | Alfred Reichl        | Pavle Bajčetić    | Hisakazu Iwata    | David Starbrook   | Jean-Luc Rougé   |
| D | volný los            | Ian Staples          | Ian Staples       | Viktor Betanov    | Jean-Luc Rougé    | Jean-Luc Rougé   |
| D | volný los            | Ian Staples          | Ian Staples       | Viktor Betanov    | Jean-Luc Rougé    | Jean-Luc Rougé   |
| D | volný los            | James Thompson       | Ian Staples       | Viktor Betanov    | Jean-Luc Rougé    | Jean-Luc Rougé   |
| D | volný los            | James Thompson       | Ian Staples       | Viktor Betanov    | Jean-Luc Rougé    | Jean-Luc Rougé   |
| D | Henk Numan           | Viktor Betanov       | Viktor Betanov    | Viktor Betanov    | Jean-Luc Rougé    | Jean-Luc Rougé   |
| D | Viktor Betanov       | Viktor Betanov       | Viktor Betanov    | Viktor Betanov    | Jean-Luc Rougé    | Jean-Luc Rougé   |
| D | volný los            | Melo                 | Viktor Betanov    | Viktor Betanov    | Jean-Luc Rougé    | Jean-Luc Rougé   |
| D | volný los            | Melo                 | Viktor Betanov    | Viktor Betanov    | Jean-Luc Rougé    | Jean-Luc Rougé   |
| D | volný los            | Jean-Luc Rougé       | Jean-Luc Rougé    | Jean-Luc Rougé    | Jean-Luc Rougé    | Jean-Luc Rougé   |
| D | volný los            | Jean-Luc Rougé       | Jean-Luc Rougé    | Jean-Luc Rougé    | Jean-Luc Rougé    | Jean-Luc Rougé   |
| D | Wojciech Dworczyński | Wojciech Dworczyński | Jean-Luc Rougé    | Jean-Luc Rougé    | Jean-Luc Rougé    | Jean-Luc Rougé   |
| D | Chris Preobrazenski  | Wojciech Dworczyński | Jean-Luc Rougé    | Jean-Luc Rougé    | Jean-Luc Rougé    | Jean-Luc Rougé   |
| D | volný los            | Paul Büchel          | Barry Johnson     | Jean-Luc Rougé    | Jean-Luc Rougé    | Jean-Luc Rougé   |
| D | volný los            | Paul Büchel          | Barry Johnson     | Jean-Luc Rougé    | Jean-Luc Rougé    | Jean-Luc Rougé   |
| D | volný los            | Barry Johnson        | Barry Johnson     | Jean-Luc Rougé    | Jean-Luc Rougé    | Jean-Luc Rougé   |
| D | volný los            | Barry Johnson        | Barry Johnson     | Jean-Luc Rougé    | Jean-Luc Rougé    | Jean-Luc Rougé   |